# Galago senegalensis
Espèce
Statut de conservation UICN

 LC  : Préoccupation mineure
Statut CITES

## Description générale
Le galago du Sénégal (Galago senegalensis) est un petit primate nocturne, arboricole et d’une taille de 13 à 21 cm avec une queue mesurant 20 à 30 cm. Il pèse quelques centaines de grammes. Ses membres sont allongés et sa queue couverte de poils courts. Son dos est gris, gris-brun et sa partie ventrale blanche à jaunâtre (surtout là où se rencontrent les deux couleurs). Les oreilles font 2,5-5,5 cm (critère intéressant pour le discriminer d’autres Galagos). Il consomme de la gomme d’arbre, des invertébrés et des fruits (surtout selon la saison). Il capture les insectes avec beaucoup de dextérité, au sol, en vol ou sur la végétation. Le cri d'alarme sonore est une note unique basse répétée sur un tempo régulier.  
Il est facile à apprivoiser et a un régime très diversifié, quasi omnivore en captivité. Il peut vivre jusqu'à dix ans et demi. 
Il existe un certain nombre de sous-espèces (voir plus bas), comme G. s. dunni plutôt présent vers l'Ethiopie, G. s. senegalensis largement répartie en Afrique subsaharienne ou encore G. s. braccatus dans la zone Kenya-Ouganda-Tanzanie. 

## Répartition et habitat
Il est commun dans les forêts et savanes d'Afrique tropicale, entre le Sénégal et l'Afrique orientale ou encore en bordure de forêt montagnarde. La répartition des sous-espèces reste plus complexe, et ne se recoupe parfois pas du tout. Galago senegalensis a tendance à éviter les zones à herbes hautes.  

## Liste des sous-espèces
Selon Mammal Species of the World (version 3, 2005)  (3 juin 2014) :
- sous-espèce Galago senegalensis braccatus
- sous-espèce Galago senegalensis dunni
- sous-espèce Galago senegalensis senegalensis
- sous-espèce Galago senegalensis sotikae